# Théorie de la forêt sombre
Pour le roman de science-fiction, voir La Forêt sombre.

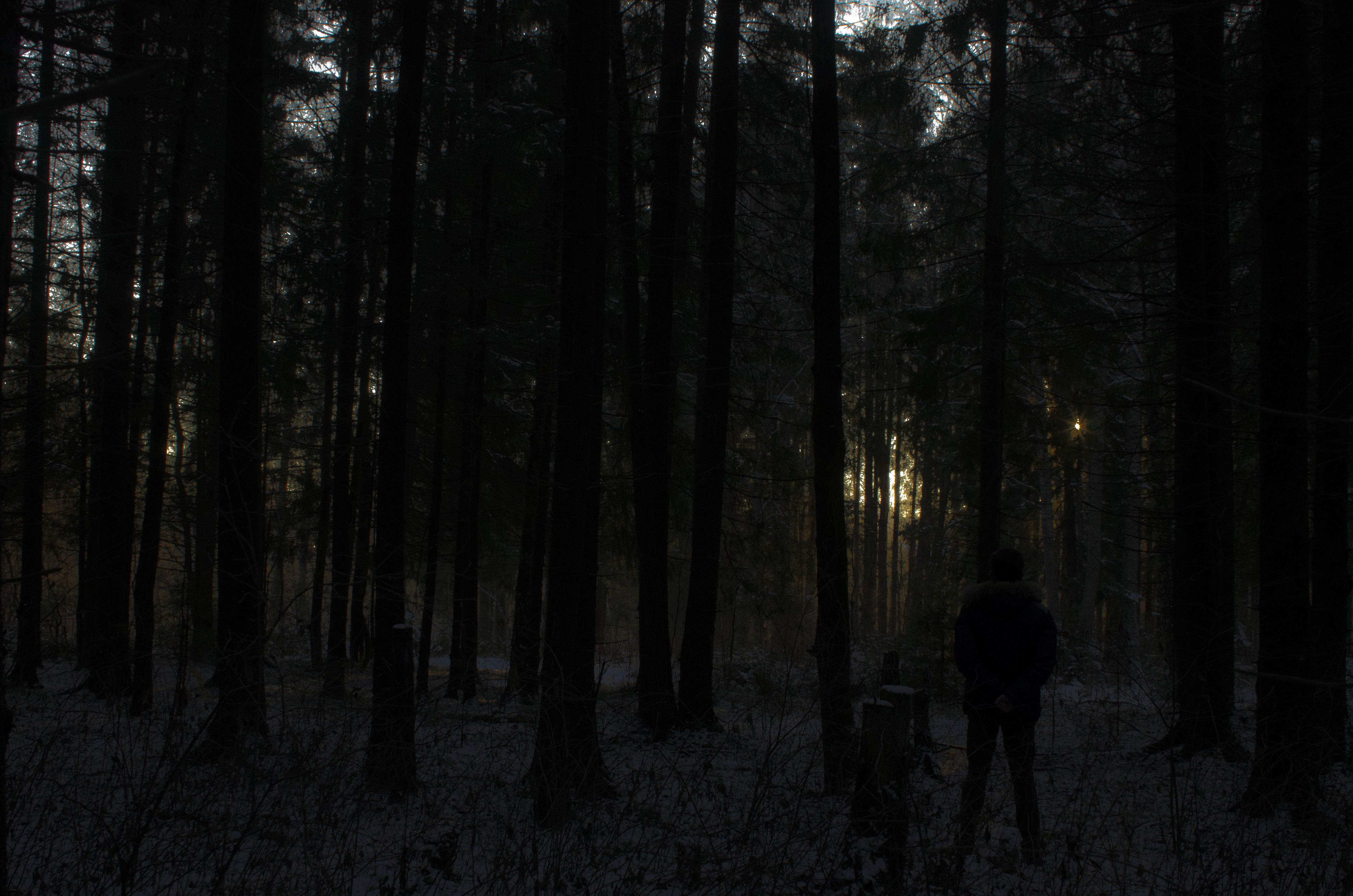
La forêt sombre

La théorie de la forêt sombre est une conjecture tentant de répondre au paradoxe de Fermi selon laquelle de nombreuses civilisations extraterrestres peuvent exister dans l'univers, mais que notre incapacité à les détecter tiendrait au fait que leur comportement est à la fois silencieux et paranoïaque.
Cette conjecture repose notamment sur la différence essentielle du milieu de communication et de vitesse d'action entre la vie terrestre telle que nous la connaissons et la vie hypothétique de civilisations dans le cadre des grandes distances de la galaxie. Dans le cadre des grandes distances, la vitesse de la lumière étant à la fois une vitesse limite de communication et d'action, il devient impossible d'observer une éventuelle civilisation éventuellement capable d'agir à une vitesse proche de celle de la lumière, et donc de prédire son comportement, avant que son action ne nous atteigne.
Dans ce cadre, il est présumé que n'importe quelle civilisation spatiale considérerait toute autre forme de vie intelligente comme une menace inévitable et détruirait ainsi toute civilisation qui ferait connaître sa présence. En conséquence, le spectre électromagnétique environnant serait relativement silencieux, sans preuve d'aucune vie extraterrestre intelligente, comme dans une « forêt sombre » remplie de « chasseurs armés se traquant mutuellement à travers les arbres tels des fantômes,. »
Cette conjecture a été décrite par plusieurs auteurs mais n'a été nommée, détaillée et remise en lumière que plus tardivement par l'auteur chinois Liu Cixin dans le cadre de la trilogie du problème à trois corps et notamment du deuxième roman de la trilogie, éponyme de la conjecture, La Forêt Sombre.

## Contexte du paradoxe de Fermi
Il n'existe aucune preuve fiable ou reproductible que des extraterrestres aient visité ou tenté de contacter la Terre,. Aucune transmission ou preuve de vie extraterrestre intelligente n'a pour l'instant été détectée ou observée. Ce qui va à l'encontre de l'observation que l'Univers est rempli d'un très grand nombre de planètes, dont certaines ont certainement des conditions propices à la vie. Celle-ci se développe généralement jusqu'à remplir toutes les niches biologiques disponibles. Ces faits contradictoires forment la base du paradoxe de Fermi, dont l'hypothèse de la forêt sombre est une des (nombreuses) solutions proposées.

## Histoire et description de la conjecture
L'hypothèse a été décrite par l'astronome et auteur David Brin lorsqu'il résume en 1983 les arguments pro-et anti-paradoxe de Fermi, pour lequel cette hypothèse est une solution potentielle,. L'auteur de science-fiction Greg Bear a exploré le concept dans son roman de 1987 La Forge de Dieu. Le terme « hypothèse de la forêt sombre » a ensuite été utilisé pour nommer cette théorie dans le roman de science-fiction de Liu Cixin de 2008, La Forêt sombre,. Dans La Forge de Dieu, l'humanité est comparée à un bébé pleurant dans une forêt hostile : « Il était une fois un enfant perdu dans les bois, pleurant à tue-tête, se demandant pourquoi personne ne répondait, attirant les loups. » L'un des personnages explique alors : « Cela fait plus d'un siècle que nous sommes accrochés à notre arbre à pépier comme des oiseaux insensés, à nous demander pourquoi aucun autre oiseau ne nous répond. Les cieux galactiques sont pleins de faucons, voilà pourquoi. »
Dans le roman de Liu Cixin, l'hypothèse de la forêt sombre est exposée au sociologue et ex-astronome Luo Ji par Ye Wenjie, la mère d'une amie décédée. Elle suggère de développer un nouveau domaine, la « cosmosociologie », à partir d'un postulat fondamental reprenant l'équation de Drake :

« J'entends par là émettre l'hypothèse que l'Univers est peuplé d'un grand nombre de civilisations. Un nombre du même ordre de grandeur que celui des étoiles observables. Un nombre colossal. Ensemble, ces civilisations formeraient une seule et même société cosmique, une hypersociété dont la cosmosociologie aurait pour objet d'étudier les caractéristiques. »

— Liu Cixin, La Forêt sombre
Ceci posé, Ye Wenjie énonce les deux axiomes clés de cette nouvelle discipline :

« Premièrement : la survie est la nécessité première de toute civilisation ; deuxièmement : une civilisation ne cesse de croître et de s'étendre, tandis que la quantité totale de matière dans l'univers reste constante. »

— Liu Cixin, La Forêt sombre
Dans son roman, Liu Cixin suggère que la seule conclusion logique de l'acceptation de ces axiomes est que chaque vie intelligente dans l'univers sera opposée à toute autre vie dans la lutte pour la survie.
Liu Cixin détaille dans son second roman son hypothèse en y ajoutant que le comportement des civilisations est la conséquences directe des limites de la vitesse de la lumière. En effet, la vitesse de la lumière étant à la fois une limite pour la communication et pour l'action, une civilisation potentiellement hostile pourrait nous détecter, puis agir très rapidement (par l'envoi d'un missile allant à une vitesse proche de la lumière par exemple), et son action n'être détectée que lorsqu'elle atteint la terre. Ceci rend alors très risqué le fait d’émettre des informations vers l’extérieur, car elles pourraient être détectées et mener à des attaques avant même qu'il ne soit possible de se préparer. Dans ce type de contexte, très différent de celui dans lequel les civilisations humaines se sont développées (qui permet, sur Terre, l'évaluation et la communication en jaugeant un être vivant bien plus rapidement que la vitesse à laquelle il est capable d’agir), le comportement le plus cohérent selon la conjecture de Liu Cixin, serait de rester camouflé, les civilisations les plus agressives pouvant vouloir anéantir toutes les autres civilisations détectées.
Le monde serait alors similaire à une forêt sombre (sombre car limité intrinsèquement par la vitesse de la lumière) dans laquelle peuvent roder des personnes armées de fusils, qu'il serait alors impossible de détecter avant qu'elles n'agissent.

## Relation avec d'autres propositions de résolution du paradoxe de Fermi
L'hypothèse de la forêt sombre est distincte de l'hypothèse des Berserker, en ce sens que de nombreuses civilisations extraterrestres existeraient encore si elles gardaient le silence. Elle peut être considérée comme un exemple particulier de l'hypothèse berserker, dans lequel les « sondes berserker mortelles » sont (en raison de la rareté des ressources) uniquement envoyées aux systèmes stellaires qui manifestent des signes de vie intelligente.
Elle est également différente des nombreuses variantes de l'« Hypothèse du zoo » qui postule différentes situations dans lesquelles les extraterrestres isoleraient volontairement la Terre de leur présence, pour diverses raisons. En effet, dans l'hypothèse de la Forêt Sombre il n'y a pas d'entente particulière pour isoler la Terre spécifiquement, il s'agit plutôt du résultat de la convergence du comportement des différentes civilisations au vu des conditions qui leur sont imposées : le résultat étant que les autres civilisations sont tout autant isolées.

## Théorie des jeux
L'hypothèse de la forêt sombre peut être considérée comme un cas particulier du « jeu à informations séquentielles et incomplètes » dans la théorie des jeux,,.
Dans la théorie des jeux, un « jeu à informations séquentiel et incomplet » est un jeu dans lequel tous les joueurs agissent de manière séquentielle, les uns après les autres, et où aucun participant n'est au courant de toutes les informations disponibles. Dans le cas de ce jeu particulier, la seule condition de victoire est le maintien en vie. Une contrainte supplémentaire dans le cas particulier de la « forêt sombre » est la rareté des ressources vitales et le fait qu'il soit impossible de réagir à temps à une attaque. La « forêt sombre » peut être considérée comme un jeu de forme étendue, chaque « joueur » possédant les actions possibles suivantes : détruire une autre civilisation connue du joueur ; diffuser et alerter les autres civilisations de son existence ; ou ne rien faire.

## Travaux scientifiques
Depuis la mise en lumière et le détail de la théorie, divers travaux scientifiques ont été mené pour discuter et tester ses hypothèses , ou la comparer avec des comportements terrestres (par exemple en économie).
En 2023 une équipe du KAIST (Korea Advanced Institute of Science and Technology ) travaillant sur les multi-agents et l'apprentissage par renforcement, composée de Théo Michel, Selim Gmati et Elena Immen a ainsi simulé un univers fictifs avec les règles suivantes : 
- L'univers est foisonnant de vie, et un pourcentage significatif de celle-ci est capable de communiquer. (Voir équation de Drake)
- Supposons que la survie soit le besoin primaire d'une civilisation.
- Supposons que les civilisations s'étendent continuellement au fil du temps, mais que la quantité totale de matière dans l'univers reste constante.
- En supposant que les civilisations sont à environ 1.3 sur l'échelle de Kardashev, elles peuvent envoyer des projectiles cinétiques capables de mettre fin à une civilisation à des vitesses proches de la vitesse de la lumière et inévitables.
- Supposons que la communication entre les planètes soit limitée par la vitesse de la lumière.

La conclusion de leur univers simulé est que les civilisations apprennent, dans ces conditions, à ne plus envoyer de message et que l'univers converge alors vers le grand silence observé, alors même qu'il existe d'autres civilisations. Conclusion cohérente avec les observations faites sur Terre et qui sont à la base du paradoxe de Fermi.